# Tropovci
Tropovci (Hongaars: Murafüzes, Prekmurees: Tropouvci) is een plaats in Slovenië en maakt deel uit van de gemeente Tišina in de NUTS-3-regio Pomurska. De plaats telde 476 inwoners op 1 januari 2020.